# Xanthomixis cinereiceps
Il bulverde corona grigia o tetraka corona grigia (Xanthomixis cinereiceps (Sharpe, 1881)) è un uccello passeriforme della famiglia Bernieridae.

## Etimologia
Il nome scientifico della specie, cinereiceps, deriva dal latino e significa "dalla testa color cenere", in riferimento alla livrea di questi uccelli: il loro nome comune altro non è che la traduzione di quello scientifico.

## Descrizione

### Dimensioni
Misura 14 cm di lunghezza, per 13,5-24,5 g di peso.

### Aspetto
Si tratta di uccelletti dall'aspetto robusto, muniti di grossa testa arrotondata, caratteristico becco sottile e appuntito con mandibola inferiore lievemente convessa nella sua parte centrale, ali arrotondate e coda dall'estremità arrotondata.
Il piumaggio si presenta bruno-olivastro su dorso, ali e coda e giallastro su ventre e sottocoda, mentre petto e fianchi sono di colore verde-giallastro: come intuibile sia dal nome comune che dal nome scientifico, la testa è di colore grigio, con gola biancastra.
Il becco è di colore nerastro superiormente e rosa-arancio con la punta nera inferiormente: le zampe sono grigio-nerastre e gli occhi sono invece di colore bruno scuro.

## Biologia
Si tratta di uccelli diurni, che vivono da soli o in coppie, non di rado in associazione con altre specie affini.

### Alimentazione
Il tetraka corona grigia è un uccello principalmente insettivoro, che si nutre sia sul terreno che sugli alberi, utilizzando il becco come sonda fra le foglie. 

### Riproduzione
Dopo l'accoppiamento, che solitamente avviene a novembre, la femmina depone sino a tre uova biancastre con punteggiatura scura in un nido a forma di coppa realizzato nel folto di un cespuglio a 1–2 m dal terreno intrecciando muschio, erba secca e fibre di palma.
Mentre la cova è appannaggio quasi esclusivo della femmina, le cure parentali verso i pulli, che schiudono ciechi ed implumi, sono a carico di ambedue i genitori, con osservazioni di esemplari terzi (verosimilmente giovani esemplari appartenenti a nidiate precedenti) intenti ad imbeccare i nidiacei, che farebbero pensare alla riproduzione cooperativa.

## Distribuzione e habitat
Il tetraka corona grigia è endemico del Madagascar, del quale popola un'ampia fascia orientale che va dalla punta settentrionale (Manongarivo e Tsaratanana) a sud fino ad Andohahela.
L'habitat di questi uccelli è rappresentato dalla foresta pluviale sempreverde collinare e montana fra gli 800 e i 2000 m di quota, con predilezione per le aree sopra i 1000 m.